# Joaquín
 Joaquín es un nombre de pila de varón en español, del hebreo יְהוֹיָכִין, yəhoyaqim, "Yahvé construirá, edificará". Significado Joaquín dios construirá.  Es el nombre de Joaquín, rey de Judá, y de San Joaquín, marido de Santa Ana y padre de la Virgen María, cuyo onomástico es el 26 de julio. Se empezó a usar en el siglo XIV. Sus hipocorísticos son: en español formal «Quino»; en español informal «Quincho», «Joaco», «kakin», «Juaco», «Joatito», «Joak» «Juaki», «guaqui», »Joakiti», «Joako», «Joacco», «Joakito», «Joachi», «Quini»,《Joariana》, «Joakiru», «Don Juakin», 《jito》, «Jo»; en otras lenguas cooficiales de España: «Ximo», «Quim», «Quimet», «Quimi» o «Quimo» (en catalán/valenciano), "Xaquin", «Quin» o «Quini» (en gallego).

## Variantes en otros idiomas
- Alemán: Joachim, Jochen, Achim
- Árabe:حاكيم Hakim
- Aragonés: Chuaquín
- Asturiano: Xuaco, Xuacu
- Catalán: Joaquim, Quim, Pim
- Valenciano: Ximo
- Checo: Jáchym
- Croata: Joaqim
- Danés: Jokum
- Escandinavo: Joakim, Kim
- Euskera: Jokin, Iokin
- Francés: Joachin, Jaquin
- Gallego: Xaquín, Xoaquín, Quini, Quino
- Inglés: Jack, Jake, Joachim
- Italiano: Gioacchino, Giochino
- Latín: Ioachimus
- Maltés: Ġwakkim
- Neerlandés: Jochem
- Polaco: Joachim
- Portugués: Joaquim, Quim
- Ruso: Yakim